# 초평도
초평도(草坪島)는 경기도 파주시 문산읍 장산리의 북부에 위치한 임진강의 하중도이다. 섬의 면적은 1.765㎢이고, 섬 전체가 민통선 북쪽에 위치해 출입이 엄격히 제한되어 멸종위기 동물이 서식하는 등 자연의 보고로 남아 있다.
원래 대부분 논이었던 이 섬은 6.25 전쟁 후 사람이 살지 않게 되면서 습지 생태계의 보고가 되었는데, 환경부가 2012년 초에 임진강하구 습지보호구역을 지정하면서 정작 그 핵심 지역인 초평도는 제외해 논란이 일기도 했다. 2009년 2월에는 큰 화재가 나서 섬 전체의 약 30%인 50만m²에서 갈대와 잡풀 등이 불에 탔다.